# Avenue Oud Kapelleke

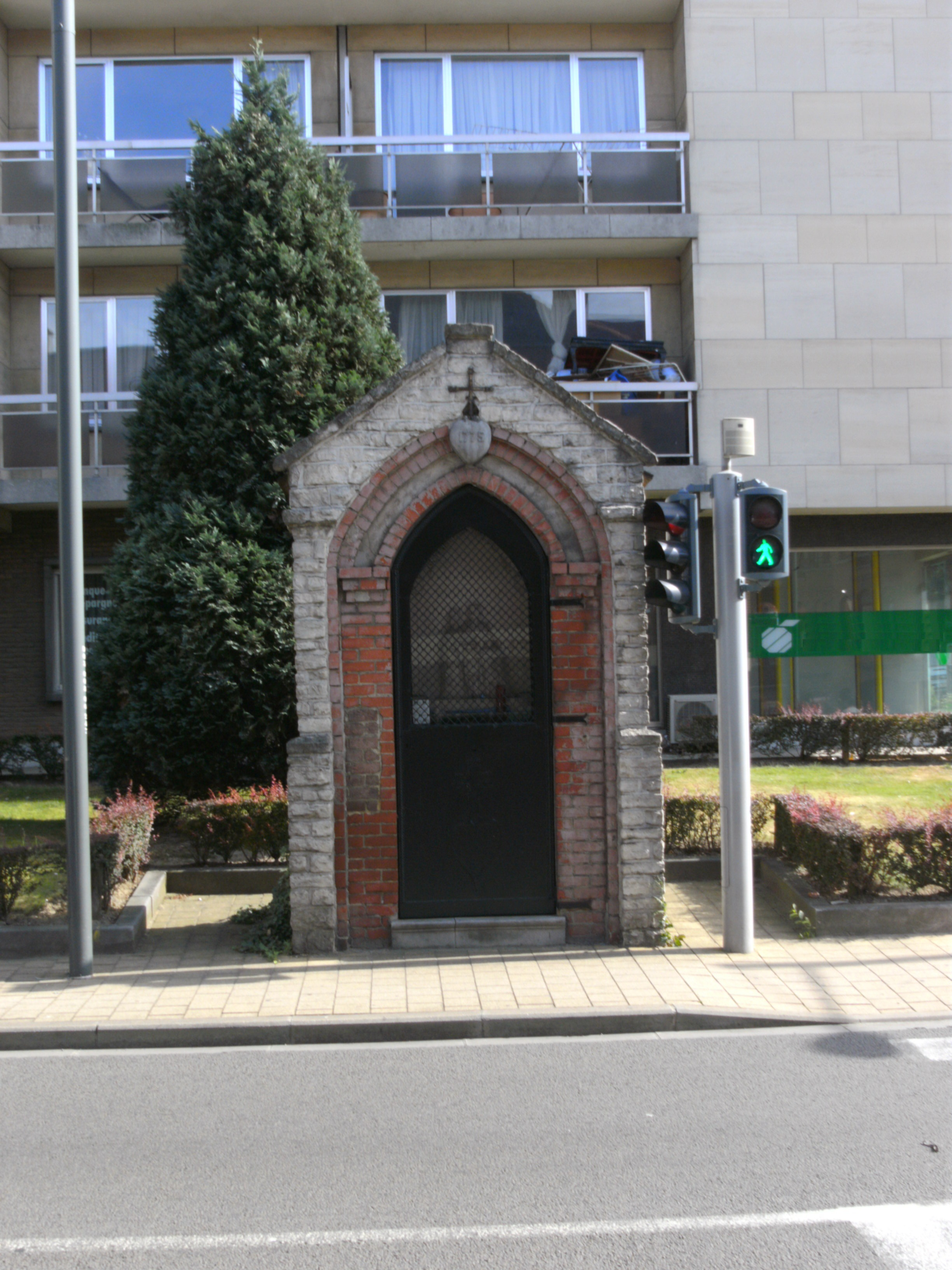
L’Oud kapelleke.

L’avenue Oud Kapelleke est une avenue d'Evere (Belgique). 
Anciennement rue de l'Arbre Unique, l'avenue a été rebaptisée du nom de la chapelle qui subsiste sur la chaussée de Haecht, face à la rue de Paris, Evere.